# 三郡山地
三郡山地（さんぐんさんち）は、九州北部の福岡県に位置する山地である。筑紫山地の一部で、最高峰は標高936m（正確には935.9m）の三郡山。

## 範囲
北西から南東までおよそ60kmにわたって弧状にあり、地塊山地である。北端は玄海国定公園、中部は太宰府県立自然公園、南部は筑後川県立自然公園とほぼ全域が国定または県立公園に属している。南東端は英彦山地へと続いている。

## 地質
北部は中生層、中部は三郡変成岩や蛇紋岩、南部は花崗岩からなっている、地塊山地である。

## 交通
JRの鹿児島本線、篠栗線、筑豊本線などがトンネルで貫通している。

## 主な山
- 三郡山 - 936m
- 西山 - 645m
- 鉾立山 - 663m
- 宝満山 - 869m
- 古処山 - 860m
- 馬見山 - 978m